# Allobosca crassipes
Allobosca crassipes är en tvåvingeart som beskrevs av Paul Gustav Eduard Speiser 1899. 
Allobosca crassipes ingår i släktet Allobosca och familjen lusflugor. Artens utbredningsområde är Madagaskar. Inga underarter finns listade i Catalogue of Life.